# Stadtbefestigung Blankenburg

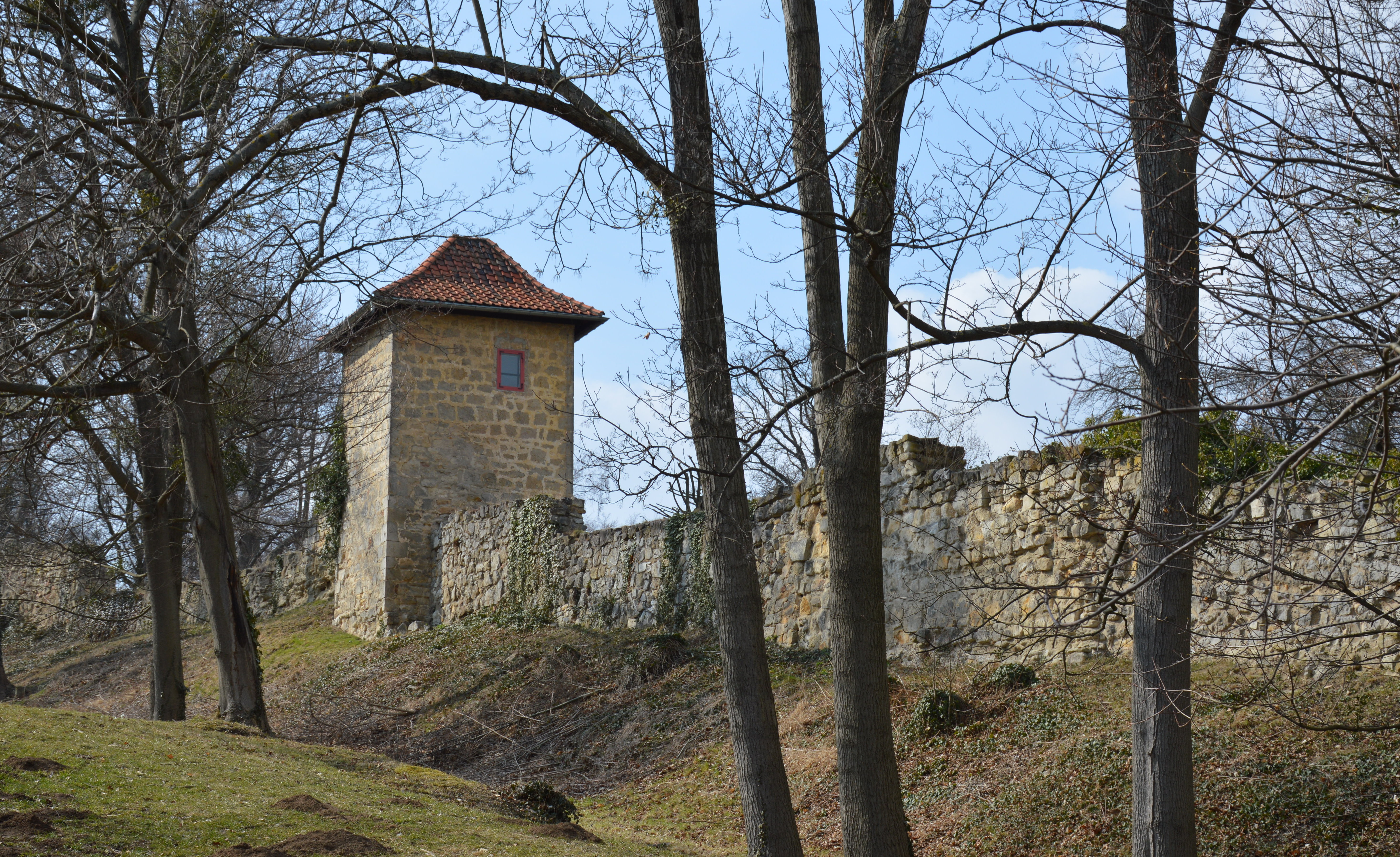
Stadtbefestigung Blankenburg, Blick auf den Prinzessinenturm

Die Stadtbefestigung Blankenburg ist die denkmalgeschützte historische Stadtbefestigung der Stadt Blankenburg (Harz) in Sachsen-Anhalt.
Eine erste urkundliche Erwähnung der Stadtbefestigung ist aus dem Jahr 1305 überliefert. Die Befestigungsanlage verfügte über vier Tore, von denen nur Teile des Tränketors erhalten sind, das jedoch an den Eingang zur Domäne versetzt wurde. Außerdem ist die Wasserpforte erhalten, die als Durchlass für den Mühlgraben entstand. Darüber hinaus sind noch einige Türme, darunter der Prinzessinnenturm, und Mauerbereiche vorhanden. Die Mauern weisen eine Stärke von 75 bis 115 Zentimetern auf. In der Blankenburger Innenstadt finden sich zum Teil Reste von Türmen, die in Wohnhäuser integriert wurden, so insbesondere in der Krummen Straße. Bereits aus dem 17. Jahrhundert ist bekannt, dass der Rat Blankenburgs Türme an Private zu Wohnzwecken bzw. zur Gebäudeunterhaltung vergab. In den 1990er Jahren wurde der westliche Teil der Mauer entlang der Krummen Straße, der Schlossgasse bis zum Schloss Blankenburg (Harz) und von dort nach Osten bis zum Kleinen Schloss saniert.
Im örtlichen Denkmalverzeichnis ist die Stadtbefestigung unter der Erfassungsnummer 094 25129 als Baudenkmal verzeichnet.